# Santa Pola (kommun)
Santa Pola är en kommun i Spanien.   Den ligger i provinsen Provincia de Alicante och regionen Valencia, i den sydöstra delen av landet, 400 km sydost om huvudstaden Madrid. Antalet invånare är 33 965. Arean är 59 kvadratkilometer. Santa Pola gränsar till Elche.
Terrängen i Santa Pola är huvudsakligen platt, men åt nordost är den kuperad.